# Alberto III Aquiles
Gravura em cobre de Alberto III Aquiles, Eleitor de Brandemburgo
brasão
assinatura
Alberto de Brandemburgo, conhecido como Alberto Aquiles (em alemão: Albrecht von Brandenburg; Albrecht Achilles) (Tangermünde, 9 de novembro de 1414 — Frankfurt am Main, 11 de março de 1486), da Casa de Hohenzollern, foi como Alberto I, a partir de 1440, marquês (Markgraf) de Ansbach e de Kulmbach a partir de 1464, e mais tarde, como Alberto III, marquês e, a partir de 1470, príncipe-eleitor (Kurfürst) de Brandemburgo.
O epíteto Aquiles remonta ao jurista e poeta Enea Silvio Bartolomeo Piccolomini, mais tarde Papa Pio II, que o chamou de “o Aquiles alemão” em referência às suas conquistas militares. e o descreveu assim em uma carta a Martin Mayer. Os historiógrafos da casa real prussiana caracterizaram Alberto como “uma força da natureza cheia de alegria de viver, com o corpo coberto de cicatrizes, um mestre em campanhas militares, brilhante orador e diplomata experiente, impulsivo, violento e autoritário, bebedor e amante do luxo, mas também econômico como um bom administrador, amigo e partidário incansável de seus companheiros príncipes, inimigo ferrenho das cidades odiadas”.

## Biografia

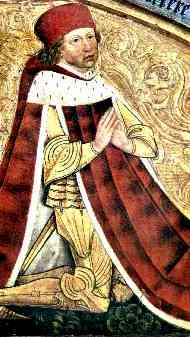
Alberto Aquiles na predela do altar da Ordem do Cisne, por ele doado

Alberto Aquiles era o terceiro filho do burgrave de Nuremberg e posterior marquês e príncipe-eleitor Frederico I de Brandemburgo, fruto do seu casamento com Isabel da Baviera-Landshut.
Em 1434, Alberto Aquiles organizou um grande torneio em Neustadt an der Aisch, no qual o imperador Sigismundo esteve presente (mais tarde, ele residiu frequentemente e por longos períodos em Neustadt). Em um itinerário foi registrado um total de 20 estadias entre 1461 e 1480.
Com seu irmão João, Alberto empreendeu uma peregrinação a Jerusalém em 1435, acompanhado pelos patrícios de Nuremberg: Jörg Pfinzing, Hans Stromer, Sebastian Volkamer, Franz Rummel e Hans Lochner, autor de um consilium sew regïmen sanitatis e médico pessoal de seu pai e cronista dessa viagem à Palestina. Lochner descreve em seu relato a rota da viagem pelo Mediterrâneo e nomeia toda a comitiva dos dois Hohenzollern.
Após a morte de seu pai em 1440, ele herdou inicialmente o Principado de Ansbach, enquanto seus irmãos receberam os demais territórios. Alberto governou sem residência fixa, preferindo Ansbach e Cadolzburg, mas também Schwabach, Neustadt an der Aisch, Colmberg e Hoheneck e, mais tarde, Baiersdorf, Kulmbach e Berlin-Cölln.
Como marquês, ele promoveu Neustadt an der Aisch com todas as suas forças e mandou construir lá o Castelo Antigo.
Com extrema energia, ele tentou expandir seu território e seu poder na Francônia — tanto por meios jurídicos quanto bélicos. Enfrentou os “incômodos habitantes de Nuremberg” e outras cidades imperiais, os teimosos bispos de Würzburg e outros senhores que não queriam se curvar à sua vontade de poder ou que simplesmente se encontravam com seus territórios entre os dispersos domínios dos Hohenzollern, causando perturbações.
Suas ambições em matéria de política territorial e seus planos para revitalizar o ducado da Francônia com o título associado não puderam ser concretizados, principalmente devido à resistência da cidade imperial rival de Nuremberg e também do bispo de Würzburg, Gottfried IV  Schenk de Limpurg (Guerra da Cidade de Nuremberg ou Primeira Guerra Margrave, 1449/1450). Na Guerra da Baviera, a partir de 1459, ele foi derrotado pelo seu adversário Luís, o Rico, duque da Baviera-Landshut, ao lado do imperador, mas ainda assim se beneficiou da paz mediada de Praga em 1463.

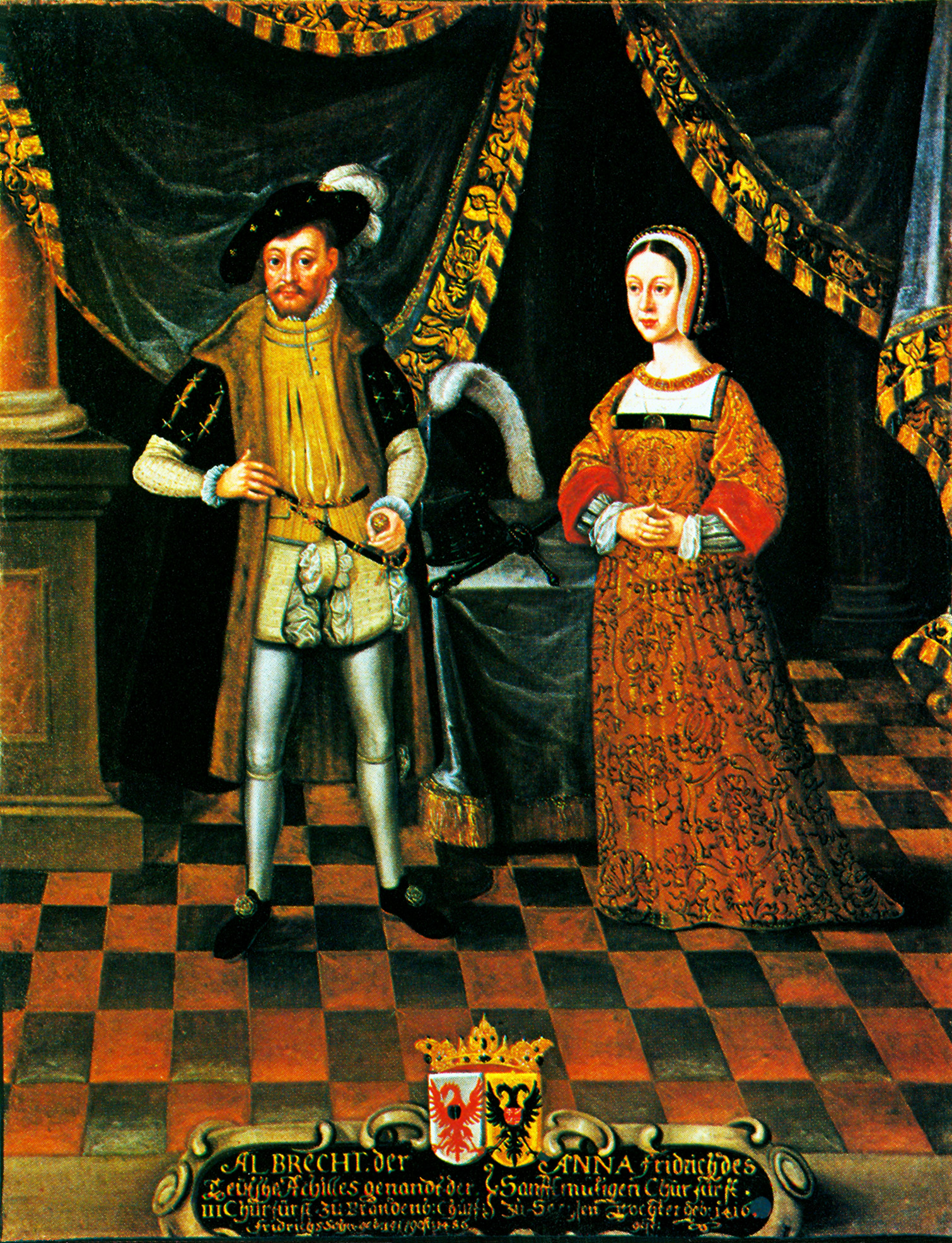
Alberto com sua segunda esposa, Ana, princesa da Saxônia

Com a morte de seu irmão mais velho, João, o Alquimista, ele herdou o Principado de Kulmbach em 1464. Quando seu irmão mais velho, Frederico II, abdicou em seu favor em 1470, Alberto também recebeu o Marquesado de Brandemburgo, incluindo o título de príncipe-eleitor e arquicamerista do Sacro Império Romano-Germânico. Assim, ele unificou todas as possessões da Casa de Hohenzollern na Francônia e em Brandemburgo.
Alberto Aquiles é considerado um dos príncipes mais importantes de sua época. Atuou na política tanto como comandante militar quanto como diplomata. A pedido dos bispos, em 1447 ele mandou prender o pregador hussita Friedrich Müller, que já pregava com sucesso na região de Sugenheim (Krautostheim, Ingolstadt) desde 1446, e o levou para Würzburg. Após assumir o poder em Brandemburgo, ele conseguiu encerrar com vitória a longa Guerra da Sucessão de Stettin em 1472 e obter a soberania feudal sobre todo o ducado da Pomerânia.
Com o bispo Rodolfo II de Scherenberg, de Würzburg, e o bispo Filipe de Henneberg, de Bamberg, ocorreu um confronto entre o poder secular e o poder espiritual. Depois de recusar o pagamento do imposto turco (para afastar a “ameaça turca”) e de ter respondido com a cobrança de um “imposto clerical”, ele foi excomungado e interdito pela Igreja.
Em 1459, ele fundou uma filial sul-alemã da Ordem do Cisne de Brandemburgo. Essa “ordem cortesã” era um importante meio para os marqueses formarem uma clientela dinástica na cavalaria franca. Em 1460, ele fez de Ansbach sua residência. De 1457 a 1486, ele também governou a partir do Castelo de Plassenburg. Em 1469, assumiu o Castelo de Seckendorff em Triesdorf dos Seckendorffers como feudo masculino. Triesdorf mais tarde se tornou o palácio de caça dos marqueses de Brandemburgo-Ansbach.
Em 1459, ele viajou para o Concílio de Mântua. Lá também morava sua sobrinha Bárbara, que era casada com o marquês de Mântua, Luís III Gonzaga. No concílio, o Papa Pio II entregou-lhe solenemente uma espada cerimonial consagrada, que ainda hoje se encontra na posse da família Hohenzollern como espada da Corte, juntamente com as joias da Coroa prussiana.

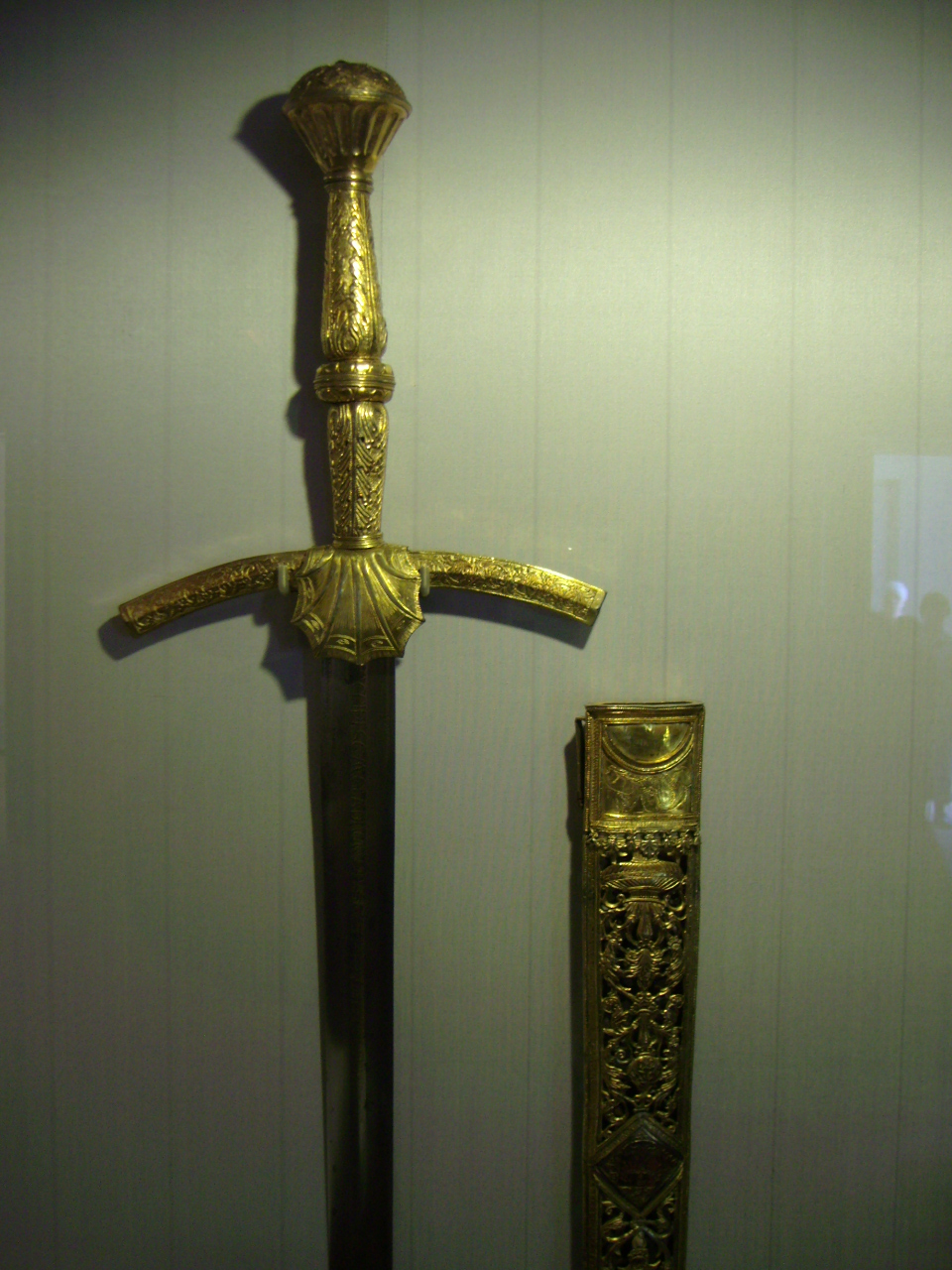
Espada do Marquês

Sua aproximação com o rei Jorge de Poděbrady da Boêmia durante sua disputa com a Cúria Romana o colocou em oposição ao papa e, por um tempo, sob o anátema, que, é claro, era pouco respeitado. Em 1467, chegou-se até mesmo a uma aliança matrimonial, na sequência da qual a filha de Alberto, Úrsula, casou-se com o filho de Poděbrady, Henrique de Münsterberg. O Papa Paulo II desaprovou esse noivado como “união blasfema com um herege” e Úrsula foi então excomungada com seu pai.
Em 1473, Alberto Aquiles consagrou no Dispositio Achillea, a lei da casa dos Hohenzollerns, a indivisibilidade do Marca de Brandemburgo. Este passava a pertencer ao filho mais velho do eleitor falecido. No mesmo ano, ele transferiu os negócios do governo em Brandemburgo para João Cícero, seu filho mais velho do primeiro casamento. Suas propriedades na Francônia deveriam ser herdadas, após sua morte, por seus dois filhos mais velhos do segundo casamento, Frederico e Sigismundo.
Na disputa pela herança de Glogau, ele travou uma batalha acirrada contra o rei húngaro-boêmio Matias Corvino pela herança de sua filha viúva Bárbara e, mais tarde, um impasse diplomático com seu genro temporário, o rei Vladislau da Boêmia, que queria que o papa anulasse o casamento não consumado com Bárbara, tendo Vladislau da Boêmia enviado a seguinte mensagem aos enviados de Alberto, Jorge de Stein e Cristóvão de Vitztum: “O vosso marquês é sábio, mas nunca deve testar a sua sabedoria comigo em assuntos que me sejam contrários.”
Em 1486, apesar de estar gravemente doente, ele participou da Dieta Imperial (Reichstag) em Frankfurt am Main, na qual Maximiliano I foi eleito rei. Sob o peso das tensões da Dieta Imperial, Alberto Aquiles faleceu lá em 11 de março de 1486. Em 19 de junho de 1486, foi sepultado na igreja do mosteiro de Heilsbronn. Frederico assumiu o governo do Principado de Ansbach como sucessor de seu pai, Sigismundo assumiu o principado de Kulmbach e João (1455–1499) assumiu a Marca de Brandemburgo. Sua viúva, a eleitora Ana da Saxônia, mudou-se em 1487 de Ansbach, onde inicialmente morava com seu filho Frederico, para sua residência de viúva designada por Alberto em Neustadt an der Aisch, no Antigo Castelo, e manteve ali sua corte, que, graças aos contatos estreitos da viúva com seus filhos, tornou-se um segundo centro familiar durante esse período.

## Casamentos dinásticos de seus filhos
Em 1474, Alberto casou sua filha Bárbara com o duque Henrique XI de Głogów, que deixou suas propriedades por ocasião de sua morte em 1476 para a sua viúva, com a reversão para a família dela, um acordo rejeitado pelo parente de Henrique, o duque Jan II de Żagań. Auxiliado pelo rei Matias I da Hungria, Jan de Żagań invadiu Brandemburgo, e os pomeranos aproveitaram a oportunidade para se revoltarem. Nestas circunstâncias, Alberto retornou a Brandemburgo em 1478, e obrigou os pomeranos a reconhecerem a sua supremacia, e, após uma luta obstinada, garantiu parte das terras do duque Henrique para sua filha em 1482.

## Família e filhos
Alberto casou duas vezes. Primeiro, casou em 12 de novembro de 1446 com Margarida de Baden, filha de Jaime I de Baden-Baden e de Catarina da Lorena. Deste casamento, teve os seguintes filhos:
1. Wolfgang, nasceu e morreu em 1450.
2. Úrsula (25 de setembro de 1450 - 25 de outubro de 1508, Wrocław), casou com o duque Henrique I de Münsterberg-Oels (1448–1498).
3. Isabel, (Ansbach, 29 de outubro de 1451 - Nürtingen, 28 de março de 1524, casou com o duque Everardo II de Württemberg (1447–1504).
4. Margarete (18 de abril de 1453 - 27 de abril de 1509), abadessa das clarissas em Hof.
5. João Cícero (1455–1499), Eleitor de Brandemburgo, casou em 1476, com a princesa Margarida da Turíngia (1449–1501)
6. Frederico, morreu jovem.

Margarida morreu em 24 de outubro de 1457, e em novembro de 1458, Alberto casou com Ana da Saxônia, filha de Frederico II, Eleitor da Saxônia. Com ela, ele teve cinco filhos e oito filhas:
1. Frederico I de Brandemburgo-Ansbach, marquês de Brandemburgo-Ansbach, marquês de Brandemburgo-Kulmbach; casou em 1479 com a princesa Sofia da Polônia (1464–1512).
2. Amália (Plassenburg, 1 de outubro de 1461 - Baden-Baden, 3 de setembro de 1481), casou em 1478 com Gaspar, conde palatino de Zweibrücken (1458–1527).
3. Ana, nasceu e morreu em 1462.
4. Bárbara (Ansbach, 30 de maio de 1464 - Ansbach, 4 de setembro de 1515), casou:
  1. em Berlim, em 11 de outubro de 1472 com o duque Henrique XI de Głogów,
  2. em Frankfurt an der Oder, em 20 de agosto de 1476 com o rei Vladislau II da Hungria (1456–1516).
5. Alberto, nasceu e morreu em 1466.
6. Sibila de Brandemburgo (Ansbach, 31 de maio de 1467 - Kaster, 9 de julho de 1524), casou em 1481 com o duque Guilherme IV de Jülich-Berg.
7. Sigismundo (Ansbach, 27 de setembro de 1468 - Ansbach, 26 de fevereiro de 1495), marquês de Brandemburgo-Kulmbach.
8. Alberto, nasceu e morreu em 1470.
9. Doroteia (Berlim, 12 de dezembro de 1471 - Bamberga, 13 de fevereiro de 1520), abadessa em Bamberga.
10. Jorge (Berlim, 30 de dezembro de 1472 - Kadolzburg, 5 de dezembro de 1476).
11. Isabel (Ansbach, 8 de abril de 1474 - Römhild, 25 de abril de 1507), casou em 1491 com o conde Hermano VIII de Henneberg-Aschach (1470–1535).
12. Madalena (Berlim, 29 de julho de 1476 - antes de 4 de fevereiro de 1480).
13. Anastácia (Ansbach, 14 de março de 1478 - Ilmenau, 4 de julho de 1534), casou em 1500 com o conde Guilherme VII de Henneberg-Schleusingen (1478–1559).

## Personalidade
Alberto gostava de piadas pesadas, caça, danças animadas e da cultura dos torneios medievais, que ele ajudou a reviver. Durante sua vida, os grandes torneios dos “Quatro Países” aconteceram no sul da Alemanha, incluindo um torneio organizado por ele em Ansbach em 1485, com cerca de 300 combatentes e centenas de damas e espectadores, que ele ainda apreciava na velhice e que recebeu muita atenção. Os torneios eram acompanhados de banquetes e danças, sendo que os estatutos das sociedades nobres incluíam frequentemente a obrigação de trazer pelo menos uma mulher de posição social equivalente. A sociedade de torneios “zum Bären” remonta a ele.

## Estátua na Siegesallee

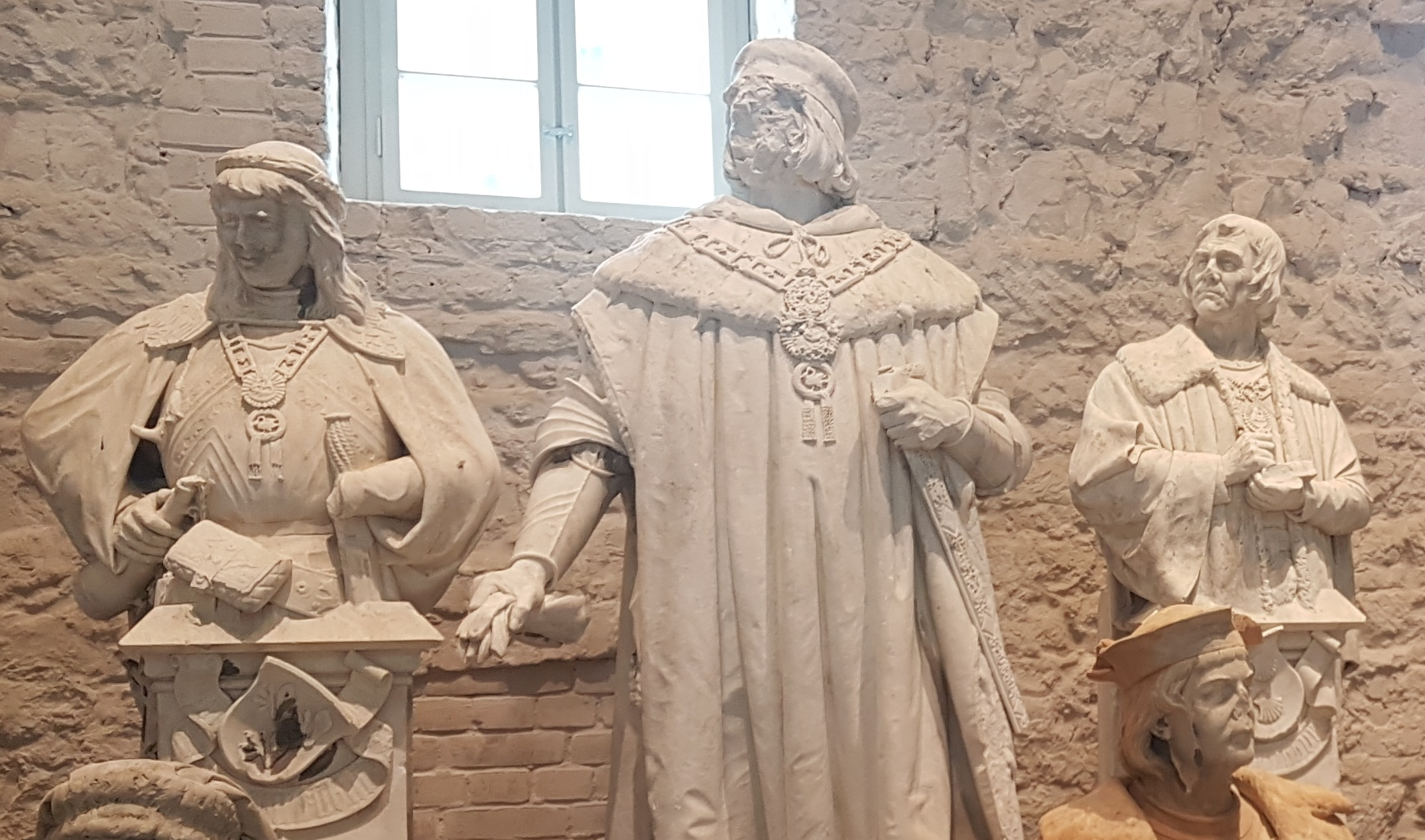
Alberto Aquiles (ao centro) com Werner von der Schulenburg e Ludwig von Eyb, o Velho

Na Siegesallee (Avenida da Vitória), conhecida pela população berlinense como “Puppenallee” (Avenida dos Bonecos), o escultor Otto Lessing criou uma estátua de Alberto Aquiles como peça central do grupo de monumentos 17. Como figuras secundárias, foram atribuídas ao monumento estátuas de Werner von der Schulenburg e Ludwig von Eyb, o Velho (1417–1502), tesoureiro hereditário e cronista da família Eyb. O grupo de monumentos foi inaugurado em 28 de agosto de 1900. Lessing baseou sua representação na imagem do doador Alberto do altar da Ordem do Cisne na igreja de São Gumberto, Ansbach. Lessing enfatizou a cavalaria de Alberto na Ordem do Cisne com uma corrente da ordem que Alberto usa ao redor do pescoço. Devido a danos causados pelo armazenamento após a Segunda Guerra Mundial, o rosto do príncipe eleitor está bastante desgastado e a espada do príncipe eleitor está sem o punho.

## Título
Em 1476, ele ostentava o seguinte título:
“Wy albrecht von gotts gnaden Marggrave to Brandemborg, des heyligen Romischen Rikes ertzkemerer (und Kurfurste) to Stettin pomern der Cassuben und Wenden Hertzoge, Burggrave zu Noremberg und Furste to Rugen”.
(“Nós Alberto, pela Graça de Deus, marquês de Brandemburgo, arco-câmara (e príncipe-eleitor) do Sacro Império Romano-Germânico, duque de Stettin, da Pomerânia, duque dos cassubianos e vendos, burgrave de Nuremberg, príncipe de Rügen”.)